# Borjana Krišto
Borjana Krišto (født Krželj 13. august 1961 i Livno) er en bosnisk-kroatisk politiker, der siden januar 2023 har været formand for Bosnien-Hercegovinas ministerråd, svarende til premierminster eller statsminister i andre lande. Hun har tidligere været præsident for Den Bosniakisk-kroatiske Føderation fra 2007 til 2011. Hun er den første kvinde på begge poster.
Krišto er uddannet jurist på Banja Luka Universitet. Efter valgene i 2006 i Bosnien-Hercegovina blev hun præsident for Den Bosniakisk-kroatiske Føderation i februar 2007, hvor hun sad indtil marts 2011. I juni 2011 var Krišto en af kandidaterne til at blive nomineret til posten som formand for Ministerrådet, men endte med ikke blive nomineret.
Krišto har været medlem af partiet Kroatiske Demokratiske Union (HDZ) siden 1995 og var partiets kandidat til at blive det kroatiske medlem af Bosnien-Hercegovinas præsidentskab ved valgene i 2010 og 2022. Det lykkedes hende dog ikke at blive valgt ved nogen af valgene. Hun har også været medlem af begge kamre (Repæsentanternes Hus og Folkenes Hus) af Bosnien-Hercegovinas parlament.
Efter valgene i 2022 blev Krišto i januar 2023 blev udnævnt til formand for Ministerrådet .

## Uddannelse og erhvervskarriere
Krišto er datter af Jože Krželj og Janja og voksede op i Livno, hvor hun blev student fra det økonomiske gymnasium i 1980. Hun er uddannet jurist fra Banja Luka Universitet i 1984 og har taget advokateksamen i Sarajevo.
Krišto har arbejdet som jurist i flere virksomheder: "Agro Livno" (1987-1988), "Guber Livno" (1990-1991), "Likom Livno" (1991-1992) og "Livno bus" (1995-1999).

## Politisk karriere
Krišto gik ind i politik i 1995 hvor hun meldte sig ind i Kroatiske Demokratiske Union. Hun har været partiets næstformand siden 2007. Krišto var justitsminister i regeringen for Kanton 10 fra 1999 til 2000 og senere sekretær for kantonregeringen fra 2000 til 2002. Ved parlamentsvalget i 2002 blev hun valgt til det føderale Repræsentanternes Hus. Hun blev dog ikke medlem, da hun blev udnævnt til justitsminister i den føderale regeringen.
Ved parlamentsvalget i 2006 blev Krišto valgt til det nationale Repræsentanternes Hus. Hun blev også udnævnt til medlem af Bosnien-Hercegovinas delegation til Europarådets Parlamentariske Forsamling. Hun trak sig fra begge forsamlinger, da hun den 22. februar 2007 blev valgt til præsident for Den Bosniakisk-kroatiske Føderation, en af de to autonome enheder, som Bosnien-Hercegovina består af. Krišto var den første kvinde, der var præsident for føderationen. Hun var præsident indtil den 17. marts 2011, hvor hun blev efterfulgt af Živko Budimir.
Ved valgene i Bosnien-Hercegovina i 2010 stillede Krišto op til pladsen som kroatisk medlem i Bosnien-Hercegovinas præsidentskab, men blev ikke valgt da hun kun fik 19,74 % af stemmerne, mod 60,61 % af stemmerne til Željko Komšić fra Det Socialdemokratiske Parti (SDP) som blev valgt. Efter valget blev hun udnævnt til medlem af det nationale Folkenes Hus. I juni 2011 var Krišto en af kandidaterne til posten som formand for Ministerrådet. Ud af tre kandidater kom hun på tredjepladsen, da kandidaterne blev rangeret af det bosniske præsidentskab.
Ved parlamentsvalget i 2014 blev Krišto igen valgt til det nationale Repræsentanternes Hus. Hun blev igen genvalgt ved parlamentsvalget i 2018. Den Kroatiske Demokratiske Union annoncerede Krištos kandidatur til det bosniske parlamentsvalg i juni 2022, hvor hun igen stillede op som det kroatiske medlem af præsidentskabet. Ved valget, der blev afholdt den 2. oktober 2022, blev hun ikke valgt efter at have fået 44,20 % af stemmerne. Den siddende bosnisk-kroatiske præsident Željko Komšić blev genvalgt med 55,80 % af stemmerne.
Efter parlamentsvalget i 2022 indgik Alliancen af Uafhængige Socialdemokrater (SNSD), Kroatiske Demokratiske Union (HDZ) og Det Socialdemokratiske Parti (SDP) em koalitionsaftale om dannelsen af en ny regering og udpegede Krišto som den nye formand for Ministerrådet. Præsidentskabet nominerede hende officielt som formandskandidat den 22. december.
Det nationale Repræsentanternes Hus bekræftede Krištos udnævnelse den 28. december, hvilket gjorde hende til den første kvindelige formand for Ministerrådet. Den 25. januar 2023 bekræftede Repræsentanternes Hus udnævnelsen af Krištos regering. Krišto lovede, at hun ville lede en national regering, der vil arbejde hårdt for at genstarte den forsinkede integration af Bosnien-Hercegovina i Den Europæiske Union.